# Летюка Євген Валерійович
Євге́н Вале́рійович Летю́ка (24 липня 1998 — 9 листопада 2018) — солдат Збройних сил України, учасник російсько-української війни.

## Життєпис
Народився 1998 року у селі Петропавлівка (Станично-Луганський район, Луганська область), закінчив Петропавлівську школу № 2.
На військовій службі за контрактом — з 29 липня 2016 року, служив на посаді командира відділення; солдат, механік-водій 3-го відділення 2-го взводу 1-ї гірсько-штурмової роти 109-го батальйону 10-ї бригади.
9 листопада 2018-го увечері загинув у бою поблизу села Кримське (Новоайдарський район), рятуючи пораненого побратима — окупанти відкрили зосереджений вогонь зі стрілецької зброї по одному з опорних пунктів біля окупованого Жолобка, що розташований впритул до «Бахмутської траси». Підрозділ, що вступив у бій, був своєчасно посилений, і за годину вогнева активність ворога була повністю придушена, проте в ході бою, під час висування резерву до бойових позицій, солдат Іван Воробей зазнав смертельного вогнепального поранення. Солдат Євген Летюка намагався перетягнути пораненого до окопу, проте також зазнав смертельного наскрізного вогнепального поранення у голову.
11 листопада 2018 року похований в Петропавлівці.
Без Євгена лишився неповнолітній брат (росли сиротами) (за іншими джерелами — два брати)

## Нагороди та вшанування
- указом Президента України № 149/2019 від 18 квітня 2019 року «за особисту мужність і самовіддані дії, виявлені у захисті державного суверенітету та територіальної цілісності України, зразкового виконання військового обов'язку» — нагороджений орденом «За мужність» III ступеня (посмертно)[4]